# گیاه‌پارچ سرسخت
گیاه‌پارچ سرسخت (نام علمی: Nepenthes tenax) نام یک گونه از سرده گیاه پارچ است. این گونه به‌طور طبیعی در کوئینزلند در کشور استرالیا رشد می‌کند. گیاه‌پارچ سرسخت سومین گونه از سرده گیاه پارچ و دومین گونه بوم‌زادی است که در این قاره مشاهده شده است.